# Poliana wintgensi
Poliana wintgensi är en fjärilsart som beskrevs av Embrik Strand 1910. Poliana wintgensi ingår i släktet Poliana och familjen svärmare. Inga underarter finns listade i Catalogue of Life.

## Bildgalleri

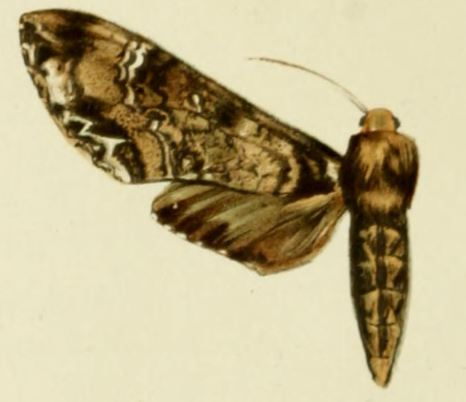